# Alfred Jules Émile Fouillée

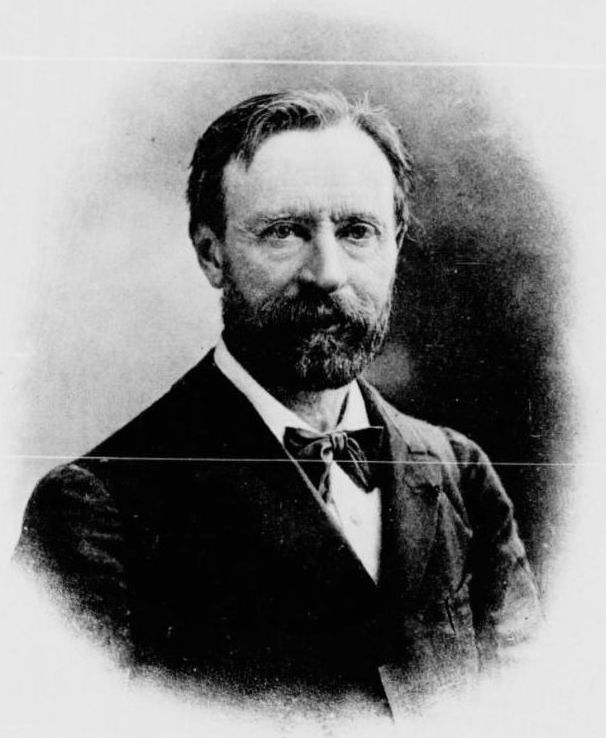
Nadar - Alfred Fouillée

Alfred Jules Émile Fouillée (18 de outubro de 1838 – 16 de janeiro de 1912) foi um filósofo francês.

## Vida
Fouillée nasceu em La Pouëze, Maine-et-Loire. Ele ocupou vários cargos menores de professor de filosofia e, a partir de 1864, foi professor de filosofia nos liceus de Douai, Montpellier e Bordeaux, sucessivamente. Em 1867 e 1868 ele foi coroado pela Academia de Ciências Morais por seu trabalho sobre Platão e Sócrates. Em 1872 foi eleito mestre de conferências na École Normale e doutor em filosofia em reconhecimento aos seus dois tratados, Platonis Hippias Minor sine Socratica contra liberum arbitrium argumenta e La Liberté et le déterminisme. 
A tensão dos três anos seguintes de trabalho contínuo prejudicou sua saúde e sua visão, e ele foi obrigado a se aposentar de sua cátedra. Durante esses anos, ele publicou obras sobre Platão e Sócrates e uma história da filosofia (1875); mas após sua aposentadoria, ele desenvolveu ainda mais sua posição filosófica, um ecletismo especulativo por meio do qual ele se esforçou para reconciliar o idealismo metafísico com o ponto de vista naturalista e mecânico da ciência.
Em L'Evolutionnisme des idées-forces (1890), La Psychologie des idées-forces (1893) e La Morale des idées-forces (1907), é elaborada sua doutrina das ideias-forças, ou da mente como causa eficiente através da tendência das ideias de se realizarem em movimentos apropriados. Os desenvolvimentos éticos e sociológicos desta teoria sucedem o seu tratamento físico e psicológico, sendo especialmente importante a consideração da antinomia da liberdade.
A esposa de Fouillée, Augustine Fouillée, que de um casamento anterior foi mãe do poeta e filósofo Jean-Marie Guyau, é mais conhecida, sob o pseudônimo de "G. Bruno", como autora de livros para crianças,  incluindo o romance educacional e livro escolar Le Tour de la France par deux enfants (1877).
Fouillée ocupou a propriedade Les Colombières em Menton, que foi posteriormente remodelada por Ferdinand Bac.  Ele morreu em 16 de janeiro de 1912 em Lyon.

## Obras
Suas outras principais obras são:
- L'Idée moderne du droit en Allemagne, en Angleterre et en France (Paris, 1878)
- La Science sociale contemporaine (1880)
- La Propriété sociale et la démocratie (1884)
- Critique des systèmes de morale contemporains (1883)
- La Morale, l'art et la religion d'après Guyau (1889)
- L'Avenir de la métaphysique fondée sur l'expérience (1889)
- L'Enseignement au point de vue national (1891)
- Descartes (1893)
- Tempérament et caractère (2nd ed., 1895)
- Le Mouvement positiviste et la conception sociologique du monde (1896)
- Le Mouvement idéaliste et la réaction contre la science positive (1896)
- La Psychologie du peuple français (2nd ed., 1898)
- La France au point de vue moral (1900)
- L'Esquisse psychologique des peuples européens (1903)
- Nietzsche et "l'immoralisme" (1903)
- Le Moralisme de Kant, et l'immoralisme contemporain (1905)